# Высотская (деревня)
Высотская — деревня в Аларском районе Усть-Ордынского Бурятского округа Иркутской области. Входит в муниципальное образование «Аляты».

## География
Деревня расположена в 50 км западнее районного центра, на высоте около 501 м над уровнем моря.

## Внутреннее деление
Состоит из 3 улиц: Лесной, Молодёжной и Нагорной.

## Происхождение названия
Название происходит от фамилии Высотский или от слова высота

## Население
| 2002 | 2010 | 2011 | 2012 |
| ---- | ---- | ---- | ---- |
| 140  | ↘91  | →91  | ↘84  |